# Rijksbeschermd gezicht Eindhoven - Villapark Tongelre
Gezicht Eindhoven - Villapark Tongelre is een van rijkswege beschermd stadsgezicht in de buurt Villapark in het stadsdeel Tongelre in Eindhoven in de Nederlandse provincie Noord-Brabant. De procedure voor aanwijzing werd gestart op 10 april 1997. Het gebied werd op 16 april 2003 definitief aangewezen. Het beschermd gezicht beslaat een oppervlakte van 36,5 hectare.
Panden die binnen een beschermd gezicht vallen krijgen niet automatisch de status van beschermd monument. Wel zal de gemeente het bestemmingsplan aanpassen om nieuwe ontwikkelingen in het gebied te reguleren. De gezichtsbescherming richt zich op de stedenbouwkundige en cultuurhistorische waardering van een gebied en wil het toekomstig functioneren daarvan veiligstellen.